# Ulica Elektoralna w Warszawie

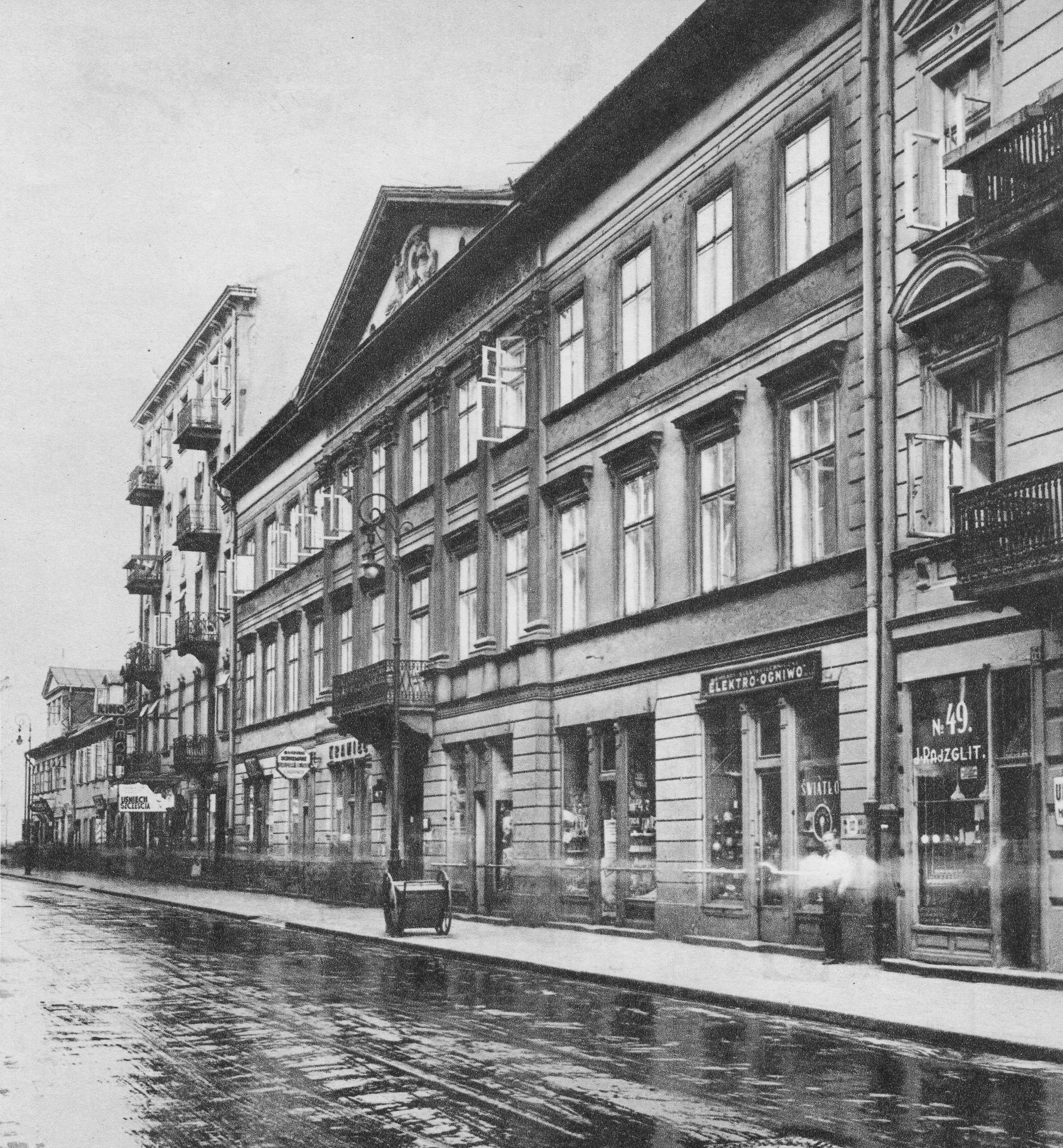
Ulica Elektoralna w okresie międzywojennym

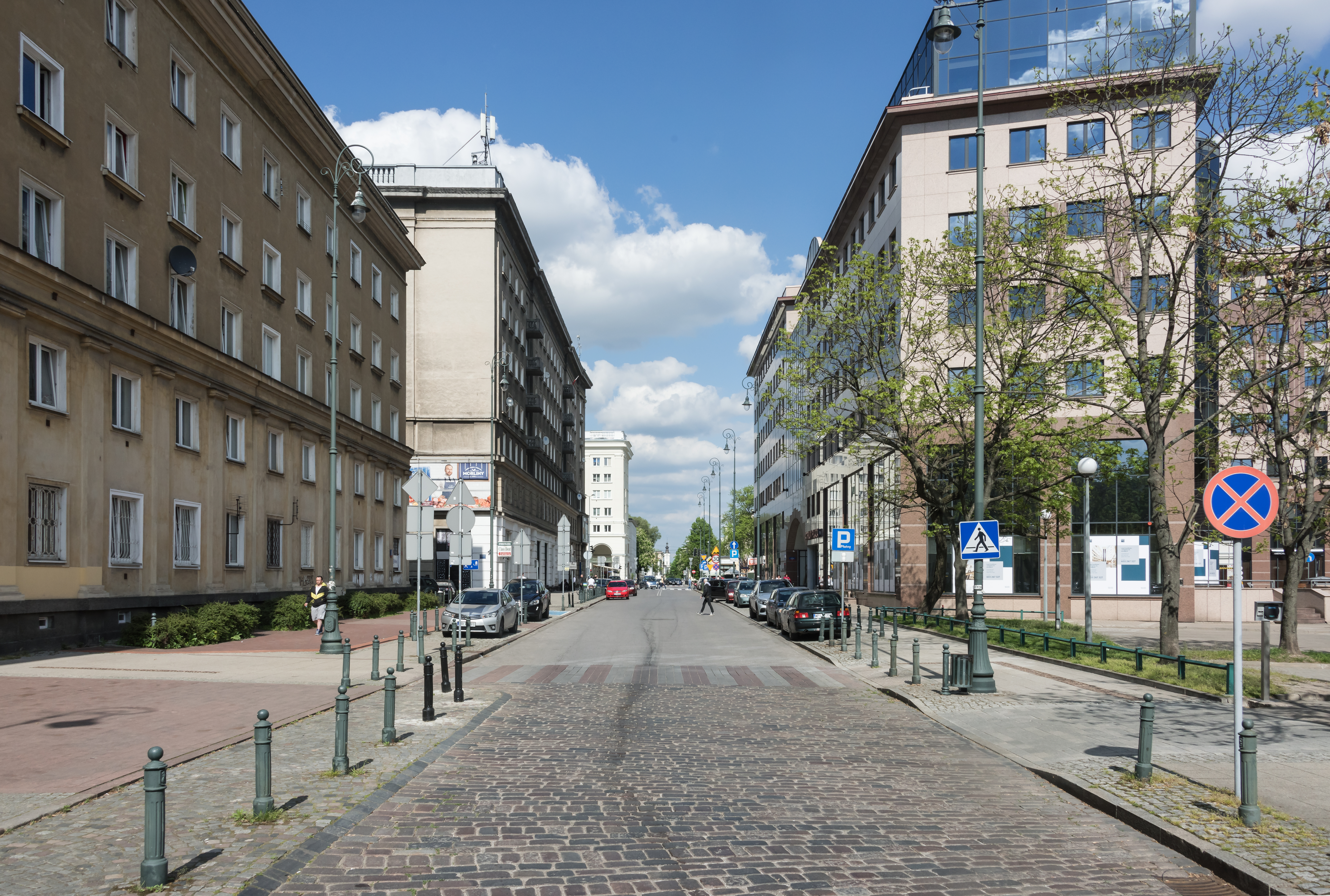
Zachodni odcinek ulicy

Ulica Elektoralna – ulica w warszawskich dzielnicach Śródmieście i Wola.

## Historia
Ulica Elektoralna powstała jako dawna droga narolna rozdzielająca ziemie Starej Warszawy od dóbr książęcych (jurydyka Wielopole); jednocześnie obok ulic Grzybowskiej i Chłodnej odgrywała rolę fragmentu dawnego traktu do Wrocławia.
Ulica zwana wówczas Wielopolską została uregulowana około roku 1720 przy wytyczaniu zaprojektowanej przez Matthäusa Pöppelmanna Osi Saskiej. Obecna nazwa, Elektoralna, została nadana w roku 1770 i pochodzi od biegającej tą ulicą drogi na pole elekcyjne na Woli. Według innych źródeł nazwa ulicy nawiązuje do tytułu Augusta II, elektora saskiego.
Pierwszym budynkiem wzniesionym przy ulicy był należący do nieznanego właściciela pałac, którego autorstwo przypisuje się niekiedy Tylmanowi z Gameren; zredukowany z czasem do roli oficyny dotrwał do roku 1944. Po roku 1770 powstał pałac Hilarego Wicherta, po roku 1784 poprzedzony od frontu kamienicą (nr 20). Po roku 1815 pałac nadbudowano o piętro. W latach 1829–1831 mieszkał tam Juliusz Słowacki, co upamiętniono w 1909 tablicą nad bramą kamienicy, a w 1959 ustawionym przed budynkiem nr 16/22 kamieniem pamiątkowym z wykutym napisem i wizerunkiem poety dłuta Stanisława Sikory.
Trzecią znaczącą rezydencją był pałac starosty krakowskiego Hieronima Wielopolskiego, wybudowany około roku 1778 prawdopodobnie według projektu Stanisława Zawadzkiego. W tym samym czasie pod nr 12 działała zatrudniająca 300 osób manufaktura powozów i karoc Tomasza Dangla; przy ulicy powstało też kilka kamienic naśladujących formami kamienicę Hilarego Wicherta. Ożywienie budowlane przyniósł okres 1815-30; przy Elektoralnej wybudowano 13 obiektów, w tym wyróżniającą się kamienicę Ksawerego Brzostowskiego pod nr 3, powstałą na bazie starszej, nie ukończonej budowli (mieszkał w niej i zmarł poeta Antoni Malczewski). Autorem projektu przebudowy był Stefan Baliński; starannie opracowane detale uczyniły dom Brzostowskiego jednym z najefektowniejszych w skali miasta.
Wśród pozostałych, dość podobnych kamienic wyróżniała się najdłuższa przy ulicy kamienica Reschkego, licząca 29 osi. Domy powstające przy Elektoralnej nierzadko były dziełami wybitnych architektów; odnajdujemy tu nazwiska takie jak Fryderyk Albert Lessel, Karol Galle, Hilary Szpilowski wreszcie Antonio Corazzi. Od roku 1831 na miejscu manufaktury Dangla mieściła się Komora Główna Celna, zaś rok wcześniej powstał gmach mieszczący biura Banku Polskiego.
Wśród licznych zakładów działających przy ulicy wyróżniała się słynna fabryka wyrobów platerowanych Józefa Frageta działająca od roku 1844. Licznie występowały też manufaktury powozów, których było w tym okresie na Elektoralnej aż 10; była to działalność charakterystyczna dla całej okolicy, jako że przy pobliskiej ul. Orlej znajdowały się kolejne manufaktury tego typu. W połowie XIX wieku ulica posiadała już kompletną zabudowę, toteż po tym okresie nastąpiła wymiana zdekapitalizowanych obiektów na nowe kamienice.
Na miejscu dawnej Komory Celnej powstały zabudowania Szpitala Św. Ducha; wybudowany w latach 1859–1861 według projektu Józefa Orłowskiego był w tym czasie najnowocześniejszą placówką w mieście.
W roku 1879 ułożono eksperymentalną nawierzchnię z żeliwnych krat, zastąpiona potem drewnianym brukiem, i ostatecznie kostkami czerwonego granitu. W początkach XX wieku Elektoralna była ulicą handlową, pełną sklepów i lokali usługowych; podobnie jak na sąsiedniej ulicy Przechodniej było tu bardzo wiele sklepów z ubiorami i galanterią. Po roku 1900 wybudowano przy ulicy kilka nowych obiektów; u zbiegu z nieistniejącą już ulicą Solną (obecnie Aleja Jana Pawła II) wzniesiono trzypiętrową kamienicę z zaokrąglonym narożnikiem, której przyziemie wypełniły wysokie, dwukondygnacyjne witryny. W pierwszej połowie lat 20. XX wieku w jednej z kamienic, funkcjonowała szkoła powszechna nr 22, do której uczęszczał ks. Jan Twardowski (1922). Lata trzydzieste przyniosły nadbudowę kilku kamienic, okres wczesnego modernizmu przyniósł budowę dwóch nowych obiektów. Krótko przed rokiem 1939 zadbano o estetykę ulicy, porządkując zasłaniające fasady bardzo liczne szyldy.
Zabudowa ulicy ucierpiała w czasie obrony Warszawy we wrześniu 1939. Zniszczeniu uległy m.in. zabudowania biurowe Banku Polskiego oraz Szpital Św. Ducha.
W listopadzie 1940 Elektoralna znalazła się w obrębie warszawskiego getta, z którego jej nieparzystą (południową) stronę wyłączono w grudniu 1941, natomiast parzystą – w sierpniu 1942. Od 11 listopada 1940 do 13 grudnia 1941 przy Elektoralnej 11 mieszkał przewodniczący warszawskiej Rady Żydowskiej Adam Czerniaków.
Podczas powstania warszawskiego 9 sierpnia Niemcy uderzając z Woli spalili całą zabudowę i wymordowali mieszkańców. Zburzeniu uległy wtedy tylko nieliczne obiekty, jednak już w roku 1946 Dział Inspekcji Budowlanej BOS nakazał wyburzenie nawet dobrze zachowanych budynków. Zagładzie uległa nawet corazziańska kamienica pod nr 1, wyburzona w 1949. W miejsce unikatowej enklawy historycznej zabudowy wzniesiono szereg obiektów o historyzujących fasadach; ocalałe domy obniżono oraz pozbawiono wystroju architektonicznego. W latach 1949–1960 między ulicami: Orlą, Świerczewskiego (od 1991 al. „Solidarności”), Żelazną, Chłodną i Elektoralną zbudowano osiedle mieszkaniowe Mirów zaprojektowane przez zespół Tadeusza Kossaka i Janusza Kahla.
W latach 1959–1960 przy Elektoralnej 5/7 wzniesiono pierwszą szkołę „tysiąclatkę” w Warszawie – XVII Liceum Ogólnokształcące im. Andrzeja Frycza Modrzewskiego.

## Ważniejsze obiekty
- Budynek Głównego Urzędu Miar (Główny Urząd Miar) (nr 2)
- XVII Liceum Ogólnokształcące im. Andrzeja Frycza Modrzewskiego (nr 5/7)
- Dawny Szpital św. Ducha (nr 12)
- Kamienica Józefa Frageta (nr 14)
- Pomnik granic getta (na rogu ulicy Chłodnej)